# Disinae
Disinae zijn een kleine subtribus van de Diseae, een tribus van de orchideeënfamilie (Orchidaceae)
De subtribus omvat 4 geslachten en ongeveer 170 soorten.
Het zijn terrestrische orchideeën, voornamelijk uit Zuid-Afrika, het Arabisch Schiereiland, Madagaskar, India, China en Indonesië.

## Taxonomie
- Geslachten:
  - Disa P.J.Bergius
  - Herschelia Lindl.
  - Monadenia Lindl.
  - Schizodium Lindl.